# Central Japan Railway Company

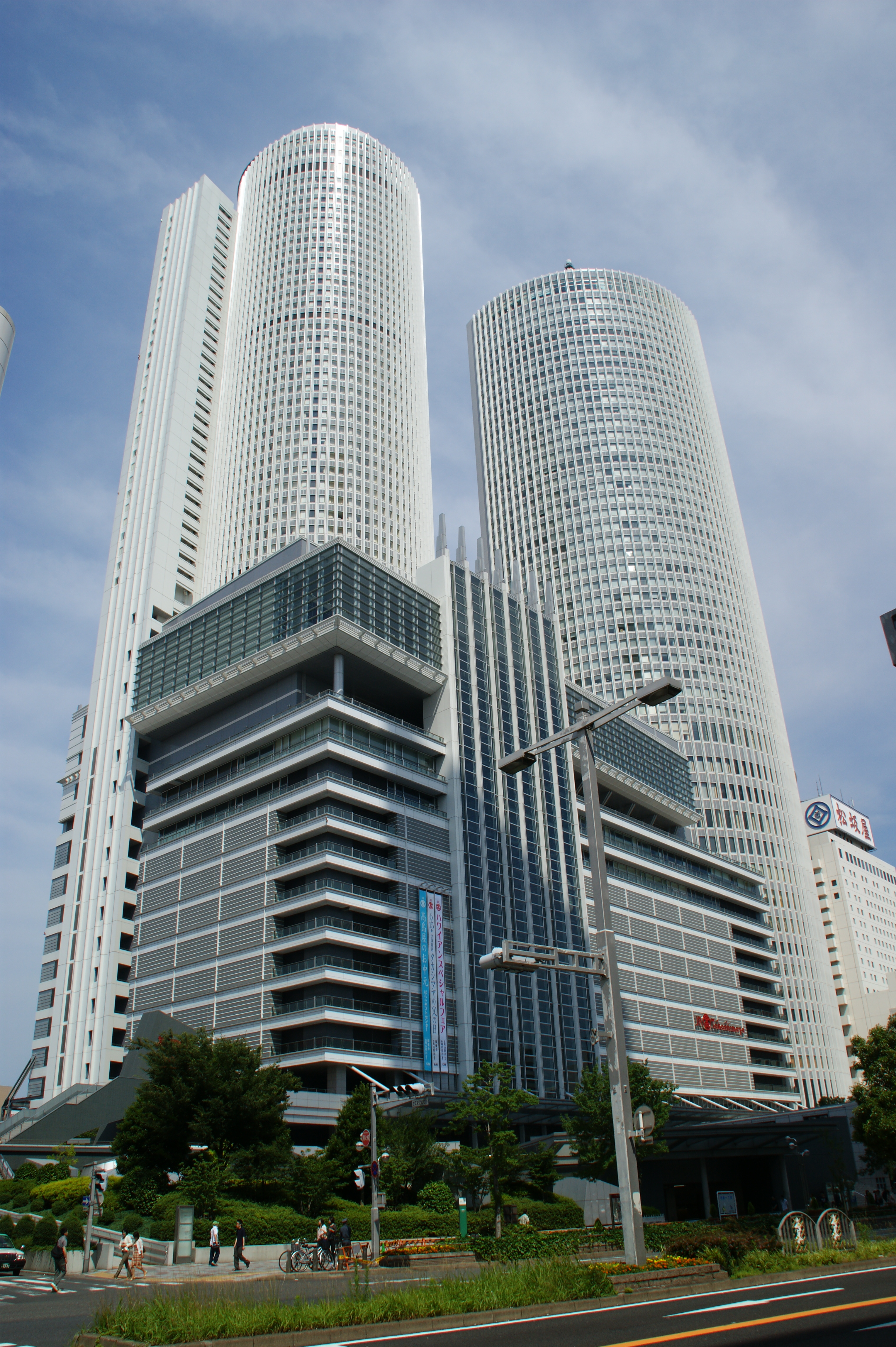
Het hoofdkwartier van JR Central in Nagoya

De Central Japan Railway Company (Japans: 東海旅客鉄道株式会社 ; Tōkai Ryokaku Tetsudō Kabushiki-gaisha), dat ook bekend is als JR Central (JR東海; Jeiāru Tōkai), is een van de zeven onderdelen van de JR-groep. De maatschappij is actief in de regio Chūbu (Nagoya) in centraal Japan.
Het centrale knooppunt van de maatschappij is het Station Nagoya. De drukste lijn die de maatschappij exploiteert is de Tōkaidō-lijn tussen Station Atami en Station Maibara. JR Central exploiteert tevens de Tōkaidō Shinkansen tussen Station Tokio en Station Shin-Osaka. Tevens is het ook verantwoordelijk voor de uitbouw van de Chūō Shinkansen een Maglev-trein tussen Station Shinagawa en Station Shin-Osaka. Momenteel is hiervan slechts een proefbaan gebouwd.

## Lijnen

### Shinkansen
- Tōkaidō Shinkansen Station Tokio -- Station Shin-Osaka, 552, 6 km

### Hoofdlijnen
- Chuo-lijn (中央本線) Station Shiojiri -- Station Nagoya 174,8 km
- Kansai-lijn (関西本線) Station Nagoya—Station Kameyama 59,9 km
- Kisei-lijn (紀勢本線) Station Kameyama—Station Shingū 180,2 km
- Takayama-lijn (高山本線) Station Gifu—Station Inotani 189,2 km
- Tōkaidō-lijn Station Atami -- Station Maibara 341,3 km

### Regionale lijnen
- Gotemba-lijn Station Kōzu (御殿場線) -- Station Numazu 60, 2 km
- Iida-lijn (飯田線) Station Toyohashi—Station Tatsuno 195,7 km
- Jōhoku-lijn(城北線) Station Kachigawa—Station Biwajima 11,2 km (De treinen worden niet geëxploiteerd door JR-Central maar door de Tōkai Transport Service (東海交通事業)
- Meishō-lijn (名松線) Station Matsusaka—Station Ise-Okitsu 43,5 km
- Minobu-lijn (身延線) Station Fuji—Station Kōfu 88, 4 km
- Sangū-lijn (参宮線) Station Taki—Station Toba 29,1 km
- Taita-lijn (太多線) Station Tajimi—Station Mino-Ōta 17,8 km
- Taketoyo-lijn (武豊線) Station Ōbu—Station Taketoyo 19,3 km